# Wilhelm Christiansen (Botaniker)
Christian Wilhelm „Willi“ Christiansen (* 28. September 1885 in Ahrenviöl; † 28. Dezember 1966 in Kiel) war ein deutscher Botaniker, Mittelschullehrer und Dozent an der Universität Kiel.

## Leben und Wirken als Lehrer
Wilhelm Christiansen war ein Sohn des Lehrers Christian Peter Christiansen (1850–1930) aus Achtrup. Seine Mutter Maria Wilhelmine Friederike, geborene Kersten (1849–1895) aus Lütjenhorn war eine Lehrerstochter.
Christiansen besuchte eine Schule in seinem Geburtsort. Danach erhielt er von seinem Vater vorbereitenden Unterricht für eine Lehrerausbildung. Von 1903 bis 1906 besuchte er das Lehrerseminar in Hadersleben. Von 1906 bis 1909 arbeitete er als Lehrer in Broacker und wechselte dann an eine Volksschule in Kiel. 1914 bestand er die Prüfung für Mittelschullehrer in den Fächern Leibesübungen und Biologie. Anschließend übernahm er eine Lehrstelle an einer Kieler Knabenmittelschule.
Christiansen heiratete in erster Ehe Elfriede Anna Margaretha Jensen (1875–1925) aus Hadersleben. In zweiter Ehe heiratete er Agnes Charlotte Paul (* 14. Januar 1894) aus Frankfurt an der Oder. Aus den Ehen gingen zwei Kinder hervor.

## Wirken als Forscher zur Geographie und Soziologie der Pflanzen
In seiner Freizeit beschäftigte sich Christiansen ausschließlich mit der Botanik Schleswig-Holsteins. Er führte dabei die Vorarbeiten seines älteren Bruders Albertus, der 1917 während des Ersten Weltkriegs in Lille getötet worden war, fort. Für diese Tätigkeiten wurde er vom Lehrbetrieb an der Mittelschule größtenteils beurlaubt.
Als Gründungsmitglied der Arbeitsgemeinschaft für Floristik in Schleswig-Holstein, Hamburg und Lübeck übernahm er von der Gründung 1922 bis 1950 deren Vorsitz. Die Pflanzenkundler hatten sich als primäres Ziel gesetzt, eine Kartei der Fundorte aller Blütenpflanzenarten der Region zu erstellen. Christiansen konnte aufgrund seiner Persönlichkeit und seines Einsatzes zunehmend mehr Mitarbeiter gewinnen. Dafür bot er zahlreiche Exkursionen an. Außerdem hielt er viele Vorträge über die Zusammenstellung von Gemarkungsfloren. Sein Engagement führte dazu, dass die Region Anfang der 1970er Jahre zu den floristisch bestuntersuchtesten Gebieten Mitteleuropas gehörte. Im Rahmen dieser Arbeiten stellte er ein großes Landesherbar zusammen.
1934 übernahm Christiansen einen Lehrauftrag der Universität Kiel für Pflanzengeographie und -soziologie. Die Lehrstelle war dem Botanischen Institut der Universität angegliedert. Damit leitete er auch die Landesstelle für Pflanzenkunde, die ebenfalls zu dieser Lehreinrichtung gehörte. Die Philosophische Fakultät der Universität Kiel ernannte ihn 1944 zum Ehrendoktor; der Naturwissenschaftliche Verein für Schleswig-Holstein erklärte ihn zum Ehrenmitglied.
Christiansen konnte erstmals nachweisen, dass in Schleswig-Holstein die Anzahl der Verbreitungsgrenzen von Blütenpflanzen überdurchschnittlich hoch ist. Seine Erkenntnisse wurden von Klimatologen und faunistischen Forschern bestätigt. Außerdem forschte er zur Soziologie der Pflanzen und setzte sich für die Förderung des Naturschutzes ein.
Christiansen schrieb eine reich bebilderte Pflanzenkunde Schleswig-Holsteins, die 1955 in zweiter Auflage verlegt wurde. Sein Hauptwerk ist die „Neue Kritische Flora von Schleswig-Holstein“. Diese erschien 1953 und enthielt 252 Verbreitungskarten.

## Veröffentlichungen (Auswahl)
- Das Trockengebiet Schleswig-Holsteins, Fehmarn und Land Oldenburg. Eine pflanzengeographische Studie. In: Die Heimat. Monatsschrift für schleswig-holsteinische Heimatforschung und Volkstumspflege. Bd. 49 (1939), Heft 4, April 1939, S. 97–102 (Digitalisat).